# Vibraslap
Een vibraslap is een percussieinstrument uit de groep van de idiofonen, dat vooral in Latijns-Amerikaanse muziek wordt gebruikt.
Het instrument bestaat uit een metalen stang, waarin een U-vormig handvat is gebogen. Aan het ene uiteinde bevindt zich een houten resonator waarin een aantal vrij beweegbare pennetjes is aangebracht. Aan het andere uiteinde bevindt zich een houten knop. Het instrument wordt bespeeld door het U-vormige deel van de stang vast te pakken en met de andere hand een tik op de houten knop te geven. Hierdoor wordt de stang in trilling gebracht en slaan de metalen pennetjes tegen de houten resonator. Dit maakt een ratelend geluid.

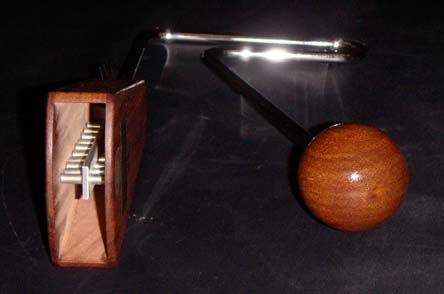
Binnenkant van de resonator met metalen pennetjes
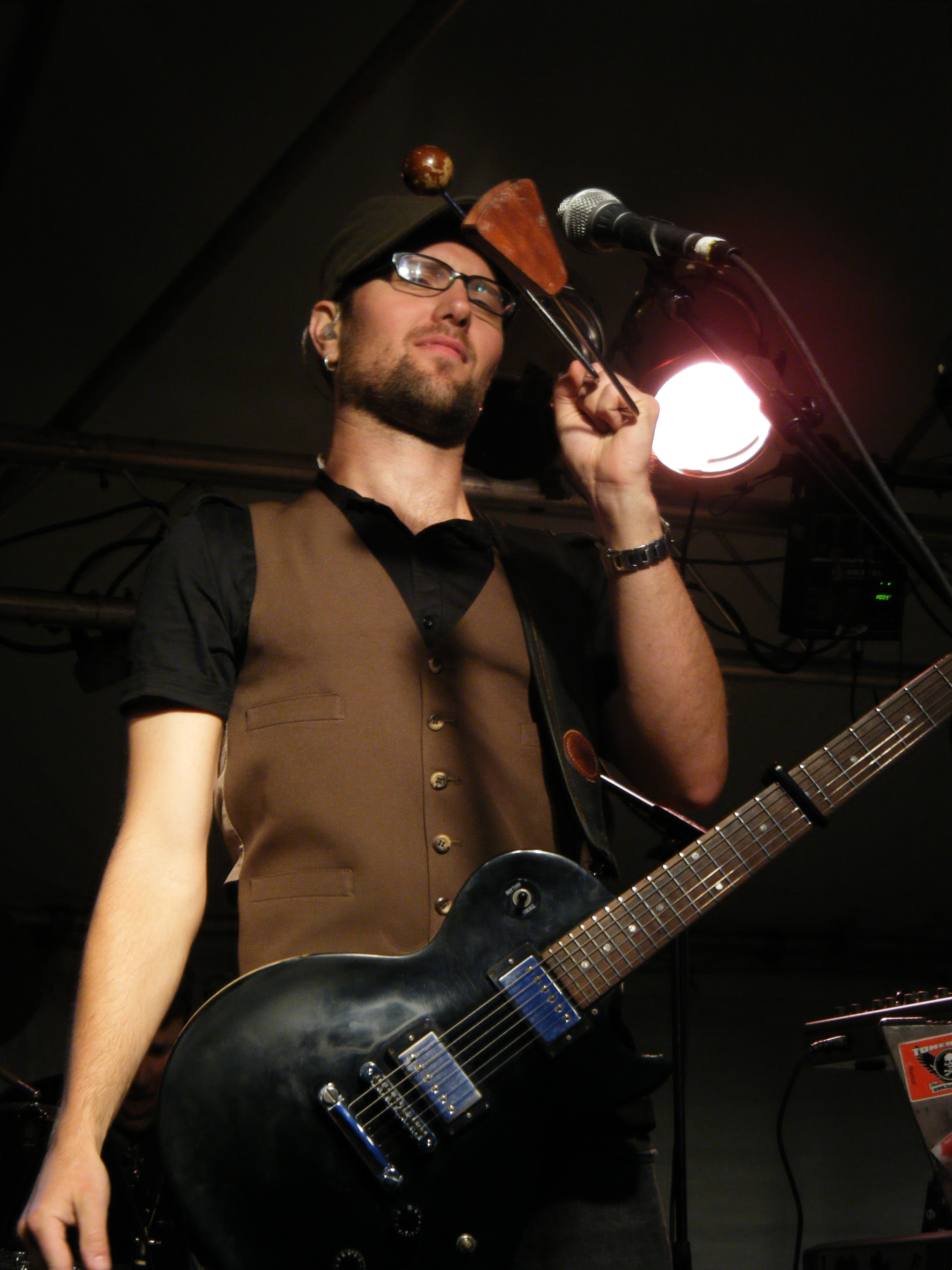
Bespeler van een vibraslap
- Het geluid van een vibraslap